# Grand Theft Auto Advance

Grand Theft Auto: Advance

Grand Theft Auto Advance is een handheld videospel ontwikkeld door Digital Eclipse en uitgegeven door Rockstar Games. Het spel verscheen op 25 oktober 2004 voor op de Game Boy Advance. Het spel wordt vaak Grand Theft Auto Advance genoemd, terwijl het eigenlijk simpelweg Grand Theft Auto heet, zoals ook op de hoes vermeld staat, bedoeld voor de Game Boy Advance. GTA: Advance is een topdownspel (dat wil zeggen dat het spel van bovenaf te zien is). Het lijkt veel op Grand Theft Auto en Grand Theft Auto 2.

## Gameplay
De speler speelt als Mike in een stad genaamd Liberty City, een eenvoudige versie van het Liberty City van Grand Theft Auto III en Grand Theft Auto IV. Er zijn dialogen en daartussen moet de speler naar andere plaatsen rijden waar hij ook nog wat schietwerk kan uitvoeren. In tegenstelling tot GTA en GTA 2 is het mogelijk om auto's over de kop te laten gaan. Het was oorspronkelijk de bedoeling om GTA III zo om te zetten dat het geschikt zou zijn voor de Game Boy Advance. Dit was echter zo veel werk dat de makers besloten er een geheel nieuw verhaal van te maken. De verhaallijn vindt plaats voor de gebeurtenissen van GTA III en veel dingen zoals de ondergrondse tunnels zijn verwijderd.

## Verhaal
Het zou de laatste grote job zijn die Mike met Vinnie voor de bende zou doen. Hierna zou hij genoeg geld hebben om uit Liberty City te ontsnappen en nooit meer het slechte pad te hoeven bewandelen. Wanneer Mike uit Liberty City wil vluchten, staat opeens Vinnies vluchtauto met al het geld erin in brand. Opeens zit elke politieagent achter hem aan. Mike besluit om Liberty City nog niet te verlaten, omdat hij eerst wraak wil nemen op Vinnies moordenaars.